# Rhynchospora compressa
Rhynchospora compressa är en halvgräsart som beskrevs av John Carey och Alvin Wentworth Chapman. Rhynchospora compressa ingår i släktet småag, och familjen halvgräs. Inga underarter finns listade i Catalogue of Life.